# ジェレミー・マクグラス

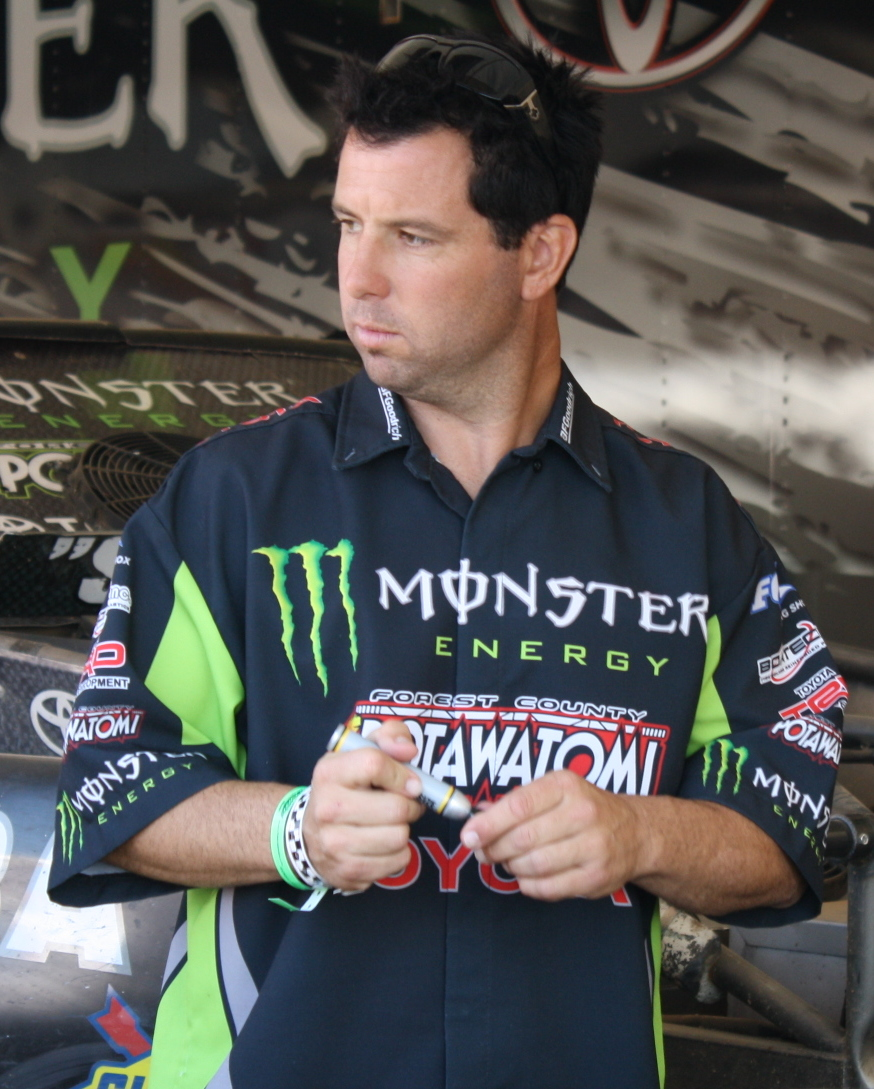
ジェレミー・マクグラス

ジェレミー・マクグラス（Jeremy McGrath、1971年11月19日 - ）は、アメリカ合衆国カリフォルニア州サンフランシスコ出身のモーターサイクル・モトクロスライダー。AMAスーパークロス250（現・スーパークロス）クラス7回のチャンピオンで、史上最多の72勝を誇り、スーパークロス史上最高のライダーと言われている。AMAモトクロス1回のチャンピオン。愛称は「MC」「ショータイム」。
一旦はモトクロスから引退したものの、近年はAMAスーパークロスにスポット参戦している。その他にもスーパーモトや、エックスゲームズのステップアップやレーシングにも出場している。

## 略歴
1991年・1992年にピーク・プロサーキット・ホンダより参戦し、スーパークロスのルーキークラスである125cc（現・スーパークロスライツ）クラス西地区チャンピオンとなる。
1993年にホンダワークスより最高峰クラスの250ccへ参戦。第3戦の初優勝からの4連勝など多くの勝ち星をあげチャンピオン獲得。1996年まで同チームに在籍し、4年連続チャンピオンとなる。ホンダでの最後の年となる1996年には、全15戦のシリーズで第14戦にジェフ・エミッグに敗れて2位になった以外のレースを全勝した。
マクグラスはスーパークロスでの偉大な成績とは対照的に、アウトドアレースではトップライダーとは見られていなかったが、1995年にはAMAモトクロス250cc（現・モトクロス）クラスでチャンピオンとなる。
1997年にスズキワークスへ移籍する。1982年のマーク・バーネット以来のスズキでのタイトル獲得を期待されたが、シーズン2勝にとどまり、ジェフ・エミッグに次ぐランキング2位となる。
1998年はプライベートチームのチーム・シャパラルへ移籍し、ヤマハワークスマシンの供給を受ける。同年よりシャパラル・ヤマハでスーパークロスで3年連続チャンピオン獲得。AMAモトクロスでは手首の怪我により低迷。1999年よりスーパークロスのみのフル参戦となる。
2001年は開幕戦と第3戦で優勝したものの、残り14レース全てをリッキー・カーマイケルが優勝し、ランキング2位。2002年はカーマイケル、デビッド・ビーラマンに次ぐランキング3位。
2003年はKTMと契約しスーパークロス参戦の予定だったが、開幕前に引退。2005年よりホンダワークスより地元イベントのスポット参戦している。

## 戦績
- 1986年 - デビュー戦
- 1991年 - AMAスーパークロス125cc西地区チャンピオン
- 1992年 - AMAスーパークロス125cc西地区チャンピオン
- 1993年 - AMAスーパークロス250ccチャンピオン

AMAモトクロス250ccランキング3位
- 1994年 - AMAスーパークロス250ccチャンピオン

AMAモトクロス250ccランキング3位
- 1995年 - AMAスーパークロス250ccチャンピオン

AMAモトクロス250ccチャンピオン
- 1996年 - AMAスーパークロス250ccチャンピオン

AMAモトクロス250ccランキング2位
- 1997年 - AMAスーパークロス250ccランキング2位

AMAモトクロス250ccランキング3位
- 1998年 - AMAスーパークロス250ccチャンピオン

AMAモトクロス250ccランキング14位
- 1999年 - AMAスーパークロス250ccチャンピオン

AMAモトクロス250ccランキング21位
- 2000年 - AMAスーパークロス250ccチャンピオン

AMAモトクロス250ccランキング23位
- 2001年 - AMAスーパークロス250ccランキング2位
- 2002年 - AMAスーパークロス250ccランキング3位
- 2005年 - AMAスーパークロス250ccランキング20位

## エピソード
- モトクロスを本格的に始める前に、BMXをやっていた時期がある。そのためかアクションジャンプが非常に上手く、練習走行中やトップ独走中の時など、ファンサービスのためにジャンプにアクションを入れることが多かった。彼の愛称のひとつ「ショータイム」は、この派手なアクションジャンプに由来している。
- インディカードライバーのポール・トレーシーらと共に、アイウェアメーカー・SPYに共同出資している。